# Barrio de la Sal
El barrio de la Sal está situado en la ciudad de León, pero pertenece prácticamente en su totalidad al municipio de San Andrés del Rabanedo, limita con los barrios de La Vega y El Crucero. El barrio está directamente vinculado al ferrocarril desde mediados del siglo pasado, cuándo se instalaron allí, en la calle Babieca los talleres de mantenimiento de Renfe que hoy están siendo remodelados por para potenciar esta actividad. También está en el barrio el centro de formación de ADIF. Sus calles más importantes son la calle de Doña Urraca y la calle Tizona.